# Distrikt Accomarca
Der Distrikt Accomarca liegt in der Provinz Vilcas Huamán in der Region Ayacucho in Südzentral-Peru. Der Distrikt wurde am 29. Januar 1965 gegründet. Er besitzt eine Fläche von 86,5 km². Beim Zensus 2017 wurden 1430 Einwohner gezählt. Im Jahr 1993 lag die Einwohnerzahl bei 2083, im Jahr 2007 bei 2212. Sitz der Distriktverwaltung ist die 3351 m hoch gelegene Ortschaft Accomarca mit 440 Einwohnern (Stand 2017). Accomarca liegt 17 km südsüdöstlich der Provinzhauptstadt Vilcas Huamán.
Am 14. August 1985 wurden beim Massaker von Accomarca 69 Menschen von Armeeangehörigen ermordet.

## Geographische Lage
Der Distrikt Accomarca liegt im Andenhochland im Süden der Provinz Vilcas Huamán. Die Längsausdehnung in Ost-West-Richtung beträgt 14,5 km, die maximale Breite liegt bei etwa 7,5 km. Der Distrikt wird im Osten und im Westen vom Río Pampas begrenzt.
Der Distrikt Accomarca grenzt im Süden an den Distrikt Independencia, im Westen an den Distrikt Hualla (Provinz Víctor Fajardo), im Norden an den Distrikt Huambalpa sowie im Osten an die Distrikte Belén und Chalcos (beide in der Provinz Sucre).

## Ortschaften
Neben dem Hauptort gibt es folgende größere Ortschaften im Distrikt:
- Arapacancha
- Huarcas (oder San Gabriel de Huarcas)
- Pítec Portobelo
- Pongo Cocha
- Punturco

## Im Distrikt Accomarca geboren
- Angélica Mendoza Almeida (1929–2017), peruanische Menschenrechtlerin